# Жуничі
Жуничі (словен. Žuniči) — поселення в общині Чрномель, Південно-Східна Словенія, Словенія. Висота над рівнем моря: 195,6 м.